# La Vanguardia
La Vanguardia és un diari publicat a Barcelona en llengua catalana i castellana. Va ser fundat el 1881 pels germans Carles i Bartomeu Godó i és editat pel Grup Godó. Inicialment fou un diari en llengua castellana, fins que el 3 de maig del 2011 va introduir també la versió catalana.

## Història

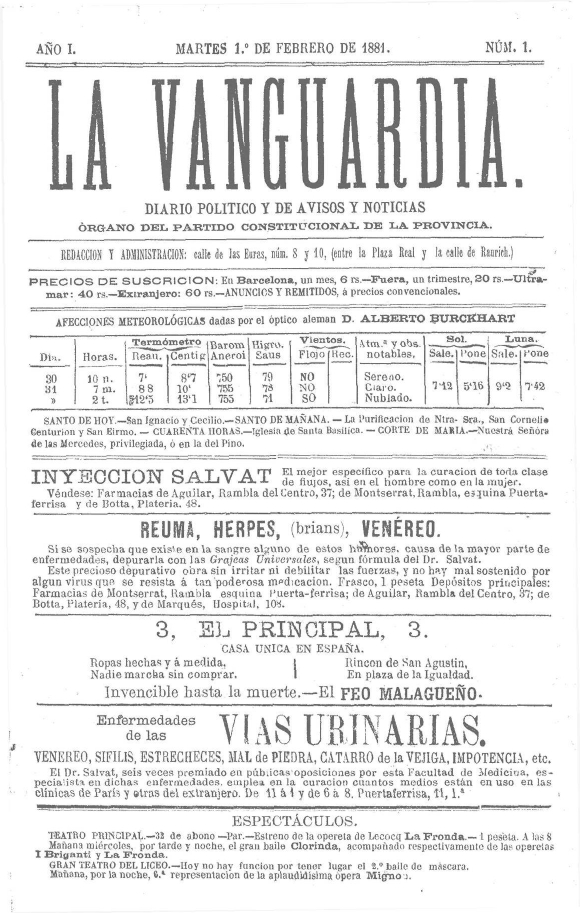
Portada del primer número de La Vanguardia, Diario político de avisos y noticias, amb data de dimarts 1 de febrer.

### Inicis
La Vanguardia va ser fundada l'1 de febrer del 1881 per dos empresaris del sector del cànem d'Igualada, els germans Carles i Bartomeu Godó i Pié. Inicialment va néixer com a mitjà d'expressió d'una facció del Partit Liberal de Barcelona, que aspirava aconseguir l'alcaldia de la ciutat. Poques setmanes després ja presentava dues edicions, una al matí i una a la tarda.
El diari es va instal·lar inicialment en un local al carrer de les Heures, 8-10 de Barcelona, a la portada del qual hi ha una placa commemorativa (vegeu Casa Oleguer Juncosa), i va sortir amb tirada de 1000 exemplars. Amb motiu de l'Exposició Universal del 1888, l'1 de gener del mateix any va traslladar la seva redacció i tallers al carrer del Marquès de Barbarà, 16 bis i va adaptar el format de doble pàgina. Fou en aquest període que va començar a adquirir una dimensió considerable i intenta presentar-se com un diari plural i moderat.
El 1892 es traslladarien, un cop més, a la Rambla dels Estudis, a tocar dels Magatzems El Siglo. En aquest espai fins i tot es va crear una sala d'exposicions de pintura i un servei telefònic on els subscriptors del diari podien escoltar òperes del liceu.
El periodista que va aconseguir convertir un diari partidista en el referent de la premsa independent barcelonina va ser Modesto Sánchez Ortiz, un director andalús que es va integrar plenament a la vida cultural de Barcelona. En va ser director del 1888 al 1901, i va obrir les pàgines del diari als joves artistes i intel·lectuals catalans més destacats, incloent-hi Ramon Casas, Isidre Nonell, Santiago Rusiñol i Raimon Casellas, entre d'altres. Durant aquest període el diari tenia la redacció a la Rambla dels Estudiants. L'any 1900 el diari publicava la primera crítica d'un jove pintor anomenat Pablo Ruiz Picasso. Durant aquella època, La Vanguardia va comptar amb la firma de Leopoldo Alas Clarín, Unamuno i els principals escriptors de la generació del 98.

### Trasllat a Pelai

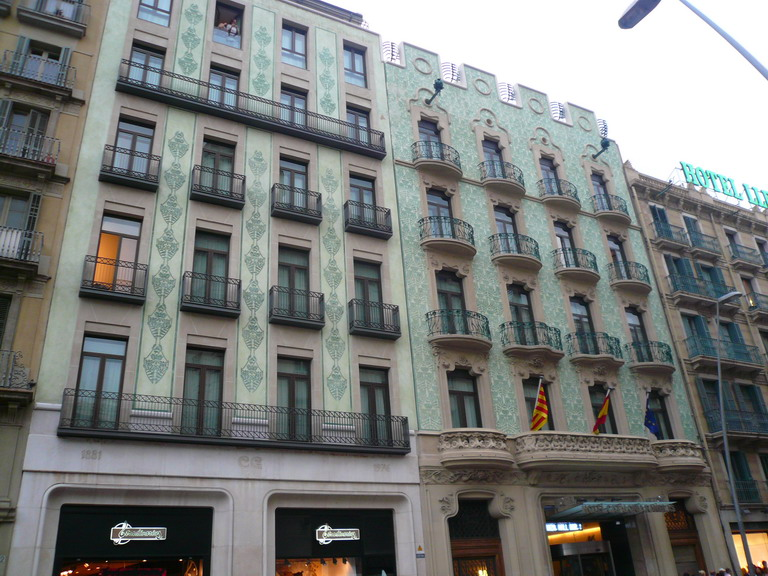
Antiga seu del diari al carrer de Pelai, actualment convertida en hotel.

El 25 d'octubre del 1903 el rotatiu es va traslladar novament, a un edifici propi, d'estil modernista, ubicat al carrer Pelai 28, i va renovar el sistema de composició, estrenant una rotativa Koening i Bauer. Sota la direcció del mallorquí Miquel dels Sants Oliver, La Vanguardia va contractar prestigiosos col·laboradors del Diari de Barcelona, degà de la premsa continental. Va ser el primer diari espanyol que va enviar corresponsals a París i Berlín. En aquella època es va convertir, amb més de 80.000 exemplars, en el diari de major difusió de Catalunya. Al final de 1911 van haver de comprar una nova rotativa per poder imprimir 24 pàgines d'una mida superior. El 1912 es va construir al barri del Poblenou una fàbrica de paper, que el 1918 també es va haver d'ampliar.
Des de l'any 1906 Miquel dels Sants Oliver era membre preeminent de la terna directiva del diari, juntament amb Ezequiel Boixet i Alfred Opisso, fins que el 1916 va ser designat director, càrrec que va mantenir fins al 1920, any que va morir.

### Gaziel
A Miquel dels Sants Oliver el va succeir l'antic corresponsal de París, Agustí Calvet i Pascual (Gaziel). Sota la seva direcció i amb l'empenta empresarial de Ramon de Godó i Lallana, La Vanguardia es va consolidar com el primer diari d'Espanya i un dels principals d'Europa.
El 1926, el diari començà a publicar edicions de 48 pàgines, i per això va haver de renovar novament tota la maquinària d'impressió. També va crear un gabinet telegràfic que el connectava amb les principals agències del món. El 1929, coincidint amb l'Exposició Internacional, va començar a oferir pàgines amb gravat en relleu, i va instaurar d'una ampla xarxa de corresponsals. El 1931 va morir Ramon Godó, succeït pel seu fill Carles de Godó i Valls.

### Guerra civil i franquisme
El 19 de juliol del 1936 va esclatar la Guerra Civil espanyola a Barcelona i la Generalitat de Catalunya va encautar el diari. Va acabar així l'etapa de direcció de Gaziel, que es va exiliar. Durant aquell període, La Vanguardia va ser el principal mitjà d'expressió del Govern de la Generalitat i, després, del Govern de la República. Durant la guerra, il·lustres intel·lectuals van escriure al diari, com Antonio Machado, Pere Bosch i Gimpera, Ilià Erenburg, André Malraux, Max Aub i Ramón J. Sender. Paulí Massip i Roca en fou director el 1937-1938.
Amb la victòria franquista, la propietat va recobrar el control financer del diari però, degut a la censura, no podia influir en la línia editorial. El diari va ser obligat a canviar la capçalera a La Vanguardia Española, i s'imposà com a director a Luis de Galinsoga, que no era de Barcelona. Tot i això, La Vanguardia va mantenir la seva hegemonia a la premsa catalana. La secció d'Internacional, encapçalada pel prestigiós periodista Santiago Nadal, va ser de les poques pro-aliades de la premsa espanyola durant la Segona Guerra Mundial. La direcció de Galinsoga va durar fins que Franco va decidir rellevar-lo el 1960, degut a la mobilització popular en contra en el que posteriorment s'ha anomenat l'afer Galinsoga, fets esdevinguts el 1959 quan Galinsoga va protestar perquè una missa s'oficiava en català. En aquest context, Galinsoga va proferir la frase «todos los catalanes son una mierda», que va irritar la societat catalana. El 1963 el va succeir Javier de Echarri, director fins al 1966. En aquella etapa de transició política, el nou director, Horacio Sáenz Guerrero, va iniciar una obertura per tal d'aconseguir un diari plural i democràtic. Van començar a col·laborar firmes prestigioses, com Antoni Tàpies, Ramon Trias Fargas, Joan Fuster, Baltasar Porcel o Fabià Estapé, que reflectien l'espectre polític més avançat de la societat catalana.

### Restabliment democràtic
A partir d'aquell moment, el diari va donar suport al canvi democràtic, la instauració de la monarquia i el restabliment de la Generalitat de Catalunya. El 16 d'agost del 1978 va recuperar l'antic nom: La Vanguardia.
El 1981 el diari va celebrar el primer centenari amb un profund canvi tecnològic impulsat per Javier Godó, fill de Carlos Godó Valls. Antoni Tàpies va dissenyar la portada del suplement especial del centenari, i Leopold Pomés la fotografia de portada del diari, i es van imprimir 350.000 exemplars. En aquell moment el diari costava 30 pessetes.
Progressivament es van incorporar videoterminals a la redacció i a altres departaments. El 30 de juny del 1983, sent-ne director Lluís Foix, es va publicar l'últim exemplar amb tipografia realitzada amb plom. L'octubre del 1989, sota la direcció de Juan Tapia, La Vanguardia va culminar la reconversió tecnològica amb un nou disseny, projectat pel creatiu novaiorquès Milton Glaser, autor -entre moltes altres coses- del logotip de la ciutat de Nova York. Aquell canvi va culminar amb una nova rotativa en offset color.
L'abril del 2000 José Antich va succeir Juan Tapia en la direcció del diari, en el marc d'un relleu generacional que va coincidir amb l'expansió del Grupo Godó. Alfredo Abián va substituir Lluís Foix com a director adjunt. Antich va reestructurar la redacció, va ampliar la xarxa de corresponsals (a Pequín, Buenos Aires o l'Havana) i va incorporar noves firmes a les pàgines d'opinió. El 2002 es va començar a publicar el nou suplement Cultura/s, que cada dimecres recull informació de llibres, arts i noves tendències.

### Nova seu

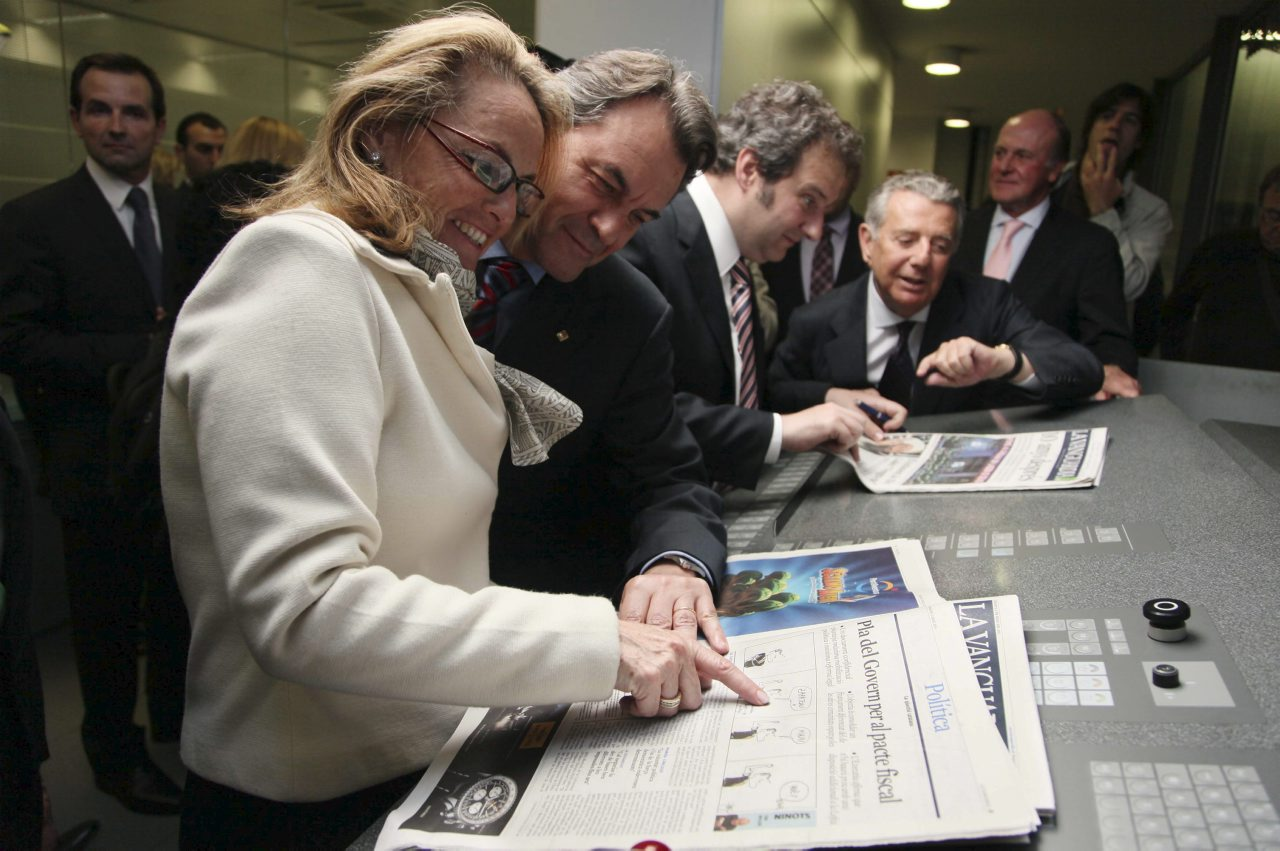
Artur Mas consultant el primer número de La Vanguardia en català

L'abril del 2004, La Vanguardia es va traslladar a l'antiga seu del Banco de Madrid, remodelada com a Torre Godó (Diagonal, 477). El novembre del mateix any, els serveis auxiliars del diari es van desplaçar a les dependències del Poblenou, on hi havia la planta impressora, que actualment està ubicada a la Zona Franca de Barcelona.

## Ideologia
Històricament La Vanguardia ha estat identificat com el mitjà més proper a la burgesia, les elits o classes dominants de Catalunya. Gaziel l'anomenà "l'esperit de la burgesia catalana". Des de la transició del franquisme al règim de monarquia constitucional a Espanya, la Vanguardia s'ha caracteritzat pel seu posicionament polític constitucionalista, monàrquic i anti-independentista català. Tendeix a presentar-se com un diari neutral i moderat. Ha estat durant dècades proper al poder tant català com espanyol, i molt influent, tanmateix, ha perdut influència en els darrers anys, donant suport a opcions polítiques que han perdut protagonisme polític i centralitat a Catalunya.

## Seus

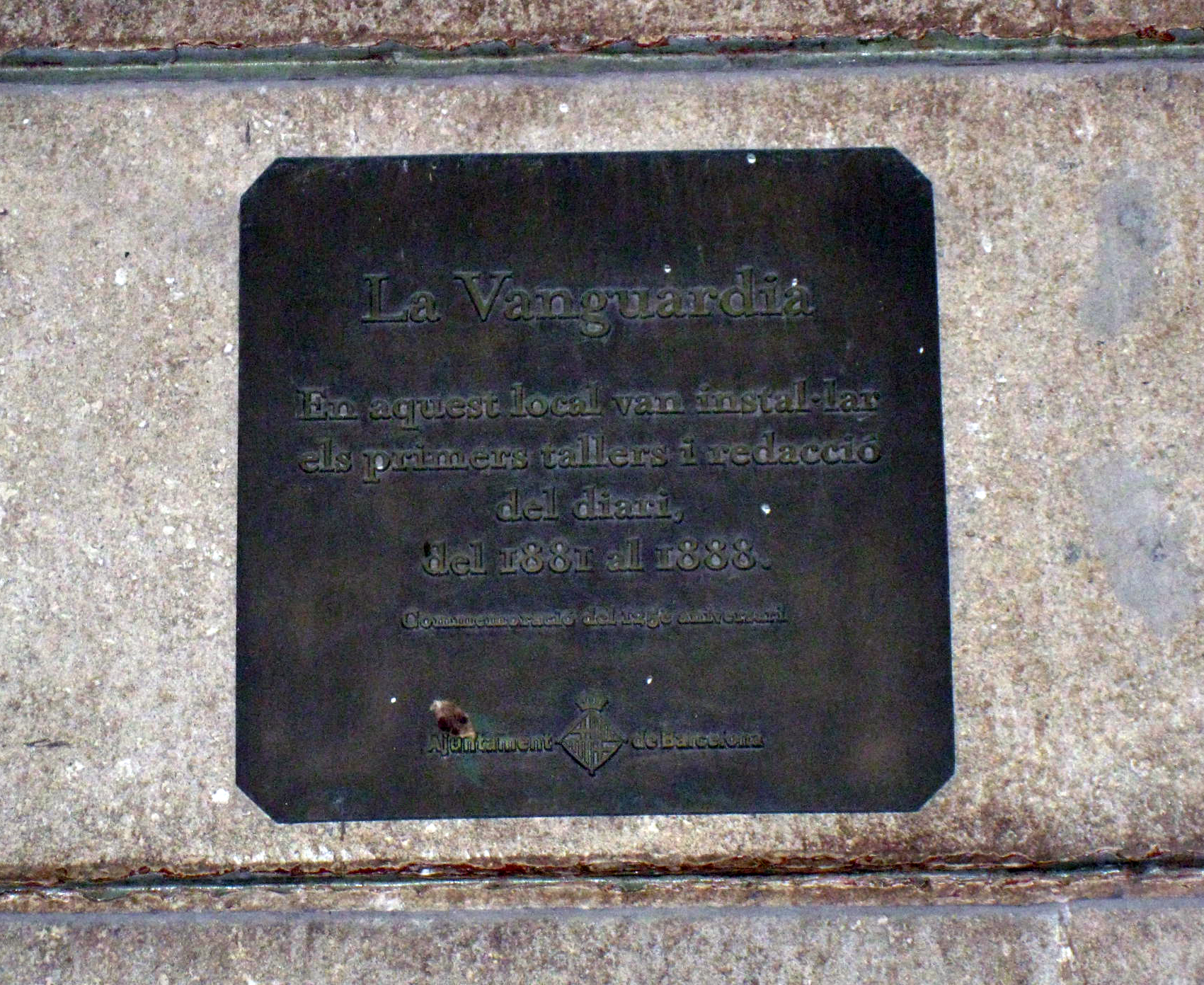
Placa al carrer de les Heures, 10
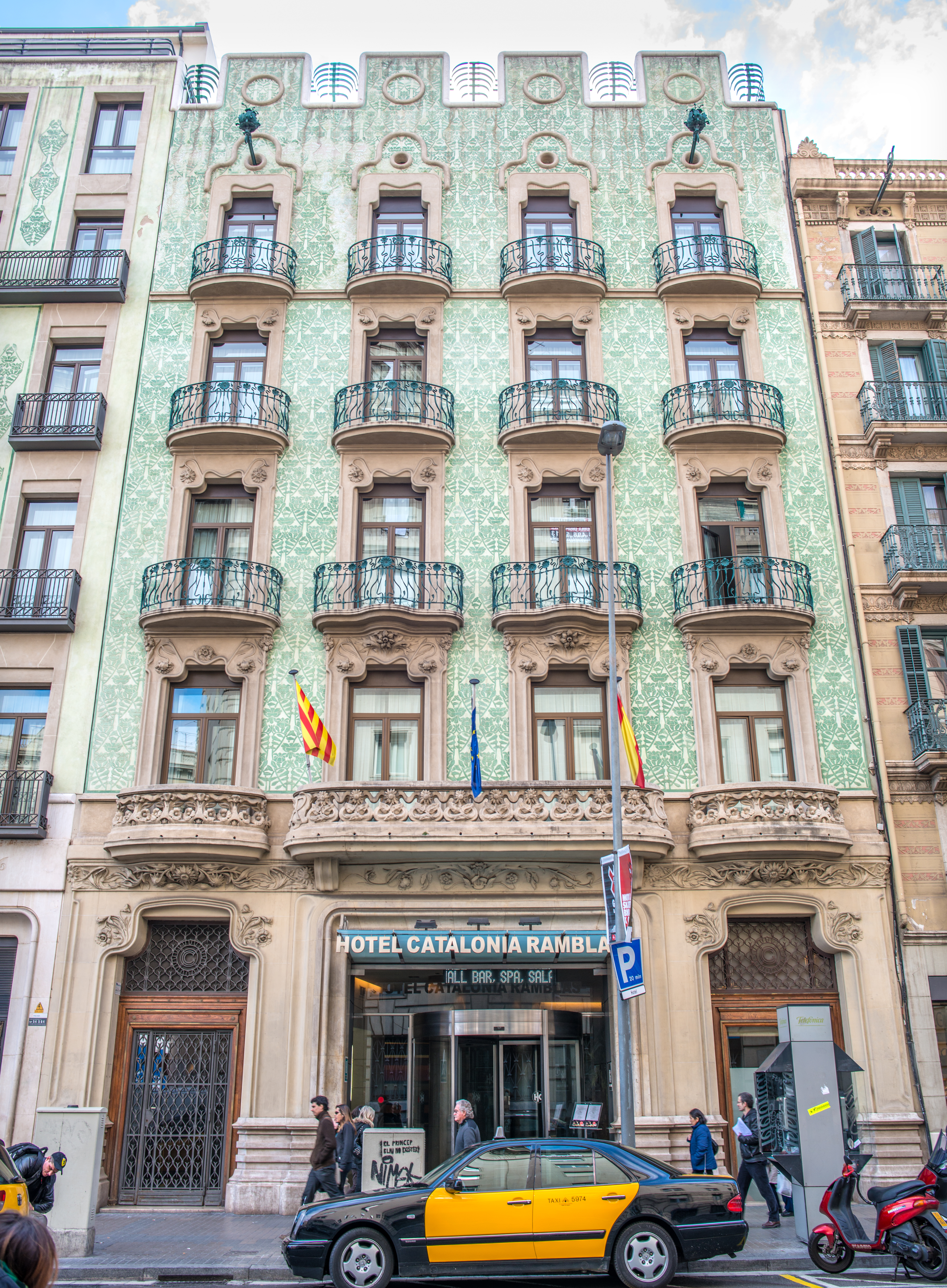
Edifici La Vanguardia (Pelai, 28)
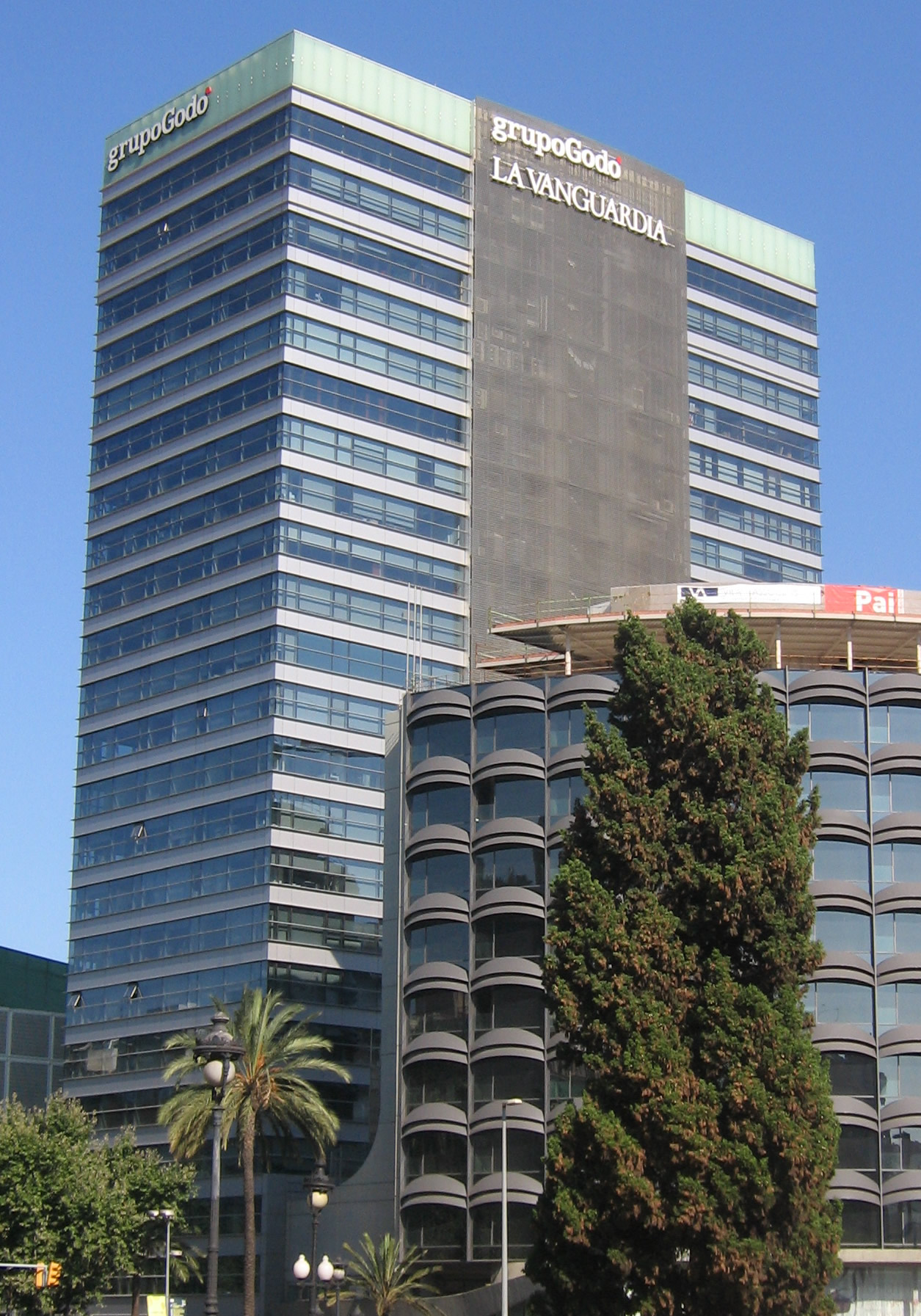
Torre Godó (Avinguda Diagonal, 477)

## Col·laboradors destacats
- David Airob
- Xavier Aldekoa
- Francesc-Marc Álvaro
- Jordi Amat
- Ernest Farrés
- Àlex Garcia
- Julià Guillamon
- Rafael Jorba
- Martina Klein
- Pedro Madueño
- Quim Monzó
- Gregorio Morán
- Sergi Pàmies
- Lluís Permanyer
- Rafael Poch-de-Feliu
- Joan de Sagarra
- Màrius Serra
- Fernando Trias de Bes
- Josep Sandoval
- Toni Batllori
- Kap
- Salvador Genís i Bech
- Roser Vilallonga
- Agustí Carbonell

## Directors
- 1881 - 1882 — Pere Antoni Torres Jordi
- 1882 - 188? — Alfredo Sánchez López
- 188? - 188? — José Guilló Casals
- 188? - 188? — José Roger Miguel
- 188? - 1888 — Emilio Sanz Pastor[17]
- 1888 - 1901 — Modesto Sánchez Ortiz
- 1901 - 1920 — Miquel dels Sants Oliver
- 1920 - 1936 — Agustí Calvet (Gaziel)
- 1936 - 1937 — María Luz Morales
- 1937 - 1939 — Manuel Vázquez Ocaña
- 1939 - 1939 — Manuel Aznar Zubigaray
- 1939 - 1960 — Luis M. de Galinsoga
- 1960 - 1963 — Manuel Aznar Zubigaray
- 1963 - 1969 — Xavier de Echarri
- 1969 - 1983 — Horacio Sáenz Guerrero[18]
- 1983 - 1983 — Lluís Foix[19]
- 1983 - 1987 — Francesc Noy i Ferré
- 1987 - 2000 — Joan Tàpia i Nieto
- 2000 - 2013 — José Antich
- 2013 - 2020 — Màrius Carol
- 2020 - avui — Jordi Juan i Raja